# Parathemistus nodosus
Parathemistus nodosus là một loài bọ cánh cứng trong họ Cerambycidae.